# Ingerophrynus
Ingerophrynus — рід земноводних родини Ропухові ряду Безхвості. Має 12 видів.

## Опис
Загальна довжина представників цього роду коливається від 3 до 7 см. Спостерігається статевий диморфізм: самиці більші за самців. Особливістю цих ропух є розвинені кістяні вирости на тулубі або на голові. Уздовж тіла тягнуться своєрідні гребені (значною мірою представників цього роду розрізняють саме за висотою та кількістю таких гребенів). Забарвлені переважно у темні кольори: коричневі, бурі, темно-сірі.

## Спосіь життя
Полюбляють тропічні та субтропічні вологі ліси уздовж водойм. Зустрічаються у горах на висоті до 1500 м над рівнем моря. Активні вночі. Живляться безхребетними.
Це яйцекладні амфібії.

## Розповсюдження
Мешкають у південному Китаї та південно-східній Азії.

## Види
- Ingerophrynus biporcatus
- Ingerophrynus celebensis
- Ingerophrynus claviger
- Ingerophrynus divergens
- Ingerophrynus galeatus
- Ingerophrynus gollum
- Ingerophrynus kumquat
- Ingerophrynus ledongensis
- Ingerophrynus macrotis
- Ingerophrynus parvus
- Ingerophrynus philippinicus
- Ingerophrynus quadriporcatus